# Лорка Атлетико
«Лорка Атлетико» (исп. Lorca Atlético CF) — бывший испанский футбольный клуб из города Лорка, в провинции и автономном сообществе Мурсия. Клуб был основан в 2010 году Кристобалем Санчесом, который приобрёл клуб «Сангонера Атлетико» и перевёз его в Лорку. Домашние матчи проводил на стадионе «Франсиско Артес Кораско», вмещающем 8 120 зрителей. В Примере и Сегунде команда никогда не выступала, лучшим результатом является 15-е место в Сегунда B в сезоне 2010/11. В связи с финансовыми проблемами клуб прекратил своё существование 1 августа 2012 года.

## Сезоны по дивизионам
- Сегунда B — 2 сезона

## Известные игроки
- Банфа Силла